# Shaul Avigur
Shaul Avigur (Hebreeuws: שאול אביגור) was een Joodse activist in de Hagana en een Israëlitisch politicus. Avigur was de zwager van voormalig premier Moshe Sharett.

## Biografie
Shaul Avigur werd op 22 oktober 1899 als Saul Meyerof (Hebreeuws: מאירוב, later Meirov) geboren in Dvinsk, het huidige Daugavpils in Letland. Op twaalfjarige leeftijd emigreerde hij met zijn ouders naar Palestina. Na zijn studie aan de Hebreeuws Gymnasium Herzliya in Tel Aviv vestigde hij zich in 1918 in de kibboets Kinneret.
In 1934 richtte hij samen met Reuven Shiloah de Shai op; de inlichtingendienst van de Hagana. In 1939 stelde de Hagana hem aan als hoofd van de Mossad Le'Aliyah Bet, een Hagana-onderdeel die zich voornamelijk inhield met de illegale immigraties van Joden naar Palestina. Tijdens de Arabisch-Israëlische Oorlog van 1948 fungeerde Meyerof als plaatsvervangend minister van defensie onder David Ben-Gurion. Toen zijn zoon Gur Meyeroff in de strijd sneuvelde, veranderde hij zijn achternaam in Avigur: 'Vader van Gur'. 
Na het stichten van de onafhankelijke staat Israël bleef de Mossad Le'Aliyah Bet nog vier jaar opereren. Daarna ging het in 1953 over in het agentschap Lishkat Hakesher, dat immigraties van Joden organiseerde vanuit het Oostblok, de Arabische wereld en een aantal andere landen. Avigur leidde het agentschap tot 1970. Op 29 augustus 1978 stierf hij in Kinneret.